# هاش۲او کورپوریشن
ابرشرکت ایچ۲او، (انگلیسی: H2O Retailing) ابرشرکت خرده‌فروشی ژاپنی است، که در سال ۱۹۴۷ تأسیس شد.